# Arhitektura u 1530.
◄◄ | ◄ | 1527. | 1528. | 1529. | 1530.  | 1531. | 1532. | 1533. | ► | ►►
Arhitektura • Astronomija • Glazba • Kazalište • Kiparstvo • Knjige • Književnost • Kršćanstvo • Medicina • Politika • Pravo • Promet • Slikarstvo • Znanost
Arhitektura u 1530.

## Hrvatska i u Hrvata

### Zgrade i druge građevine
- Crkva Uznesenja BDM u Kaštel Lukšiću

## Vanjske poveznice
|  | Zajednički poslužitelj ima još gradiva o temi Arhitektura u 1530-ih |